# Friuli Aquileia Chardonnay superiore
Le Friuli Aquileia Chardonnay superiore est un vin blanc italien de la région Frioul-Vénétie Julienne doté d'une appellation DOC depuis le 6 août 1988. Seuls ont droit à la DOC les vins blancs récoltés à l'intérieur de l'aire de production définie par le décret.

## Aire de production
Les vignobles autorisés se situent en province d'Udine dans les communes de Bagnaria Arsa, Cervignano del Friuli, Aquileia, Fiumicello, Villa Vicentina, Ruda, Campolongo Tapogliano, Aiello del Friuli, Visco et San Vito al Torre ainsi qu'en partie dans les communes de Santa Maria la Longa, Palmanova, Terzo d'Aquileia, Chiopris-Viscone, Trivignano Udinese et Gonars.
Le Friuli Aquileia Chardonnay superiore répond à un cahier des charges plus exigeant que le Friuli Aquileia Chardonnay, essentiellement en relation avec taux d’alcool.
Voir aussi les articles Friuli Aquileia Chardonnay frizzante et Friuli Aquileia Chardonnay spumante.

## Caractéristiques organoleptiques
- couleur : blanc paille avec des reflets verdâtre
- odeur: caractéristique, légèrement parfumé,
- saveur: sec, fin, harmonique, velouté

Le Friuli Aquileia Chardonnay superiore se déguste à une température de 8 à 10 °C et il se gardera 1 –2 ans.

## Production
Province, saison, volume en hectolitres :
- pas de données disponibles